# اچ‌ام‌اس سنداون (ام۱۱)
اچ‌ام‌اس سنداون (ام۱۱) (به انگلیسی: HMS Sandown (M101)) یک کشتی است که طول آن 52.5 m می‌باشد. این کشتی در سال ۱۹۸۸ ساخته شد.